# Liam Delap
Liam Rory Delap (Winchester, 8 febbraio 2003) è un calciatore inglese di origini irlandesi, attaccante del Chelsea.

## Biografia
È il figlio dell'ex calciatore Rory Delap; i nonni erano originari dell'Irlanda.

## Caratteristiche
Centravanti di piede destro completo, dotato di una buona tecnica individuale, dinamico e fisicamente ben strutturato.
Ha un eccezionale senso del gol, si smarca sempre con i giusti tempi, facendosi trovare spesso al posto giusto nel momento giusto.
Ama scambiare la sfera con i compagni, si abbassa spesso sulla trequarti e smista palloni sulle corsie esterne favorendo gli inserimenti delle ali.
E’ bravo ad attaccare la profondità e nella conduzione della sfera. Ha una discreta progressione palla al piede e nonostante i vari movimenti che compie, riesce ad essere molto lucido nel momento della finalizzazione.
Elegante nelle movenze e abile nel gioco aereo, sa rendersi utile anche in qualche “sponda volante”. 
Bravo nel dribbling in corsa, in possesso di un tiro preciso, non di rado cerca la conclusione con il mancino, anche se l’efficacia non può essere la stessa del destro, inoltre è anche un ottimo rigorista.
Fisicamente longilineo, risulta essere un giocatore molto combattivo, lotta per tutta la partita contro l’intero pacchetto arretrato avversario, incarnando il tipico spirito battagliero dei centravanti britannici. Rende al meglio se schierato al centro di un tridente che prevede delle ali molto abili nell’uno contro uno e nel cross per esaltare le sue abilità aeree.

## Carriera

### Club
Gli inizi tra Derby County e Manchester City
Delap si è unito al settore giovanile del Manchester City nel 2019 proveniente dal Derby County, impressionando fin dalla giovane età e giocando con diverse squadre giovanili inglesi.
Il 24 settembre 2020 ha fatto il suo debutto in prima squadra in una vittoria per 2-1 contro il Bournemouth in EFL Cup, segnando anche il suo primo gol al 18º minuto. Dopo l'incontro, l'allenatore Pep Guardiola lo ha lodato ad ha affermato che avrebbe continuato ad allenarsi con la prima squadra. Tre giorni dopo ha fatto il suo debutto in Premier League in una sconfitta casalinga per 5-2 contro il Leicester City, entrando in campo al posto di Fernandinho al 51º minuto. Nell'aprile 2021 Guardiola ha confermato che Delap sarebbe stato promosso permanentemente in prima squadra prima della stagione successiva. Delap ha vinto il suo primo trofeo il 25 aprile, quando il City ha sconfitto il Tottenham in finale di EFL Cup a Wembley. Delap, tuttavia, non è stato convocato ed ha seguito l'incontro in tribuna.
Durante il ritiro estivo del 2021 ha subito un infortunio al piede che gli ha fatto perdere la Community Shield contro il Leicester City, persa 1-0 dal City, e la partita inaugurale di Premier League contro il Tottenham, persa anch'essa 1-0. Il 20 agosto nonostante l'interesse di diversi club di Championship per un prestito, ha prolungato il contratto per altri tre anni, rendendo l'accordo valido fino al 2026. Dopo una serie di infortuni, ha fatto la sua prima apparizione come subentrante nel terzo turno di FA Cup contro il Fulham nel febbraio 2022, ed è stato schierato anche nella vittoria per 4-0 sul Norwich City in Premier League, guadagnandosi il rigore per il quarto gol. Il 15 febbraio 2022 ha fatto il suo debutto in UEFA Champions League nell'andata degli ottavi di finale entrando al posto di Bernardo Silva nella vittoria per 5-0 contro i campioni del Portogallo dello Sporting Lisbona.
Vari prestiti tra Stoke City e Hull City
Il 18 agosto 2022 si e unito allo Stoke City in prestito per tutta la stagione 2022-23. Ha segnato il suo primo gol nella vittoria per 3-1 contro lo Sheffield Utd l'8 ottobre 2020. Dopo aver giocato 23 partite e segnato 3 gol, il 12 gennaio è stato richiamato dal City e prestato al Preston N.E. per la seconda parte di stagione.
Il 2 luglio 2023 si e unito all'Hull City in prestito per tutta la stagione. Ha fatto il suo debutto il 5 agosto 2023 nella sconfitta esterna per 2-1 contro il Norwich City, segnando il primo gol del match. Termina la stagione segnando 8 goal e 2 assist in 31 presenze di Championship.
Ipswich Town
Il 13 luglio 2024 viene acquistato dall'Ipswich Town, neopromosso in Premier League, per 20 milioni di euro. Firma un contratto valido fino al 30 giugno 2029. Conclude una stagione positiva condita da 12 goal in 37 partite nella massima serie inglese.
Chelsea
Il 4 luglio 2025 si trasferisce al Chelsea tramite il pagamento della clausola rescissoria da 30 milioni di sterline, con cui firma un contratto valido fino al 2031.

### Nazionale
Delap ha rappresentato l'Inghilterra in vari livelli giovanili. È risultato il miglior marcatore nel torneo Mercedes-Benz Aegean del 2019 in Turchia con l'U16, ed è stato promosso in U17. Il 29 marzo 2021 ha debuttato con l'U18 durante una vittoria per 2-0 contro il Galles al Leckwith Stadium. Il 23 marzo 2022 ha debuttato in U19 come sostituto nella vittoria per 3-1 contro l'Irlanda nelle qualificazioni per l'Europeo U19 2022. Il 17 giugno 2022 è stato incluso nella rosa dell'U19 per il Campionato europeo di calcio Under-19. Ha segnato l'unico gol dell'incontro nell'ultima partita della fase a gironi. Il 1 luglio 2022 è entrato dalla panchina nei tempi supplementari della finale ed ha servito l'assist ad Aaron Ramsey per il gol del 3-1 contro Israele.
Il 21 settembre 2020 ha fatto il suo debutto con l'Inghilterra U20 ed ha segnato nella vittoria per 3-0 contro il Chile alla Pinatar Arena.
Il 10 maggio 2023 è stato incluso nella squadra per il Campionato mondiale di calcio Under-20 2023.
L'11 settembre 2023 ha debuttato con gol con l'Inghilterra U21, nella vittoria per 3-0 contro il Lussemburgo nelle qualificazioni per l'Europeo U21 2025.

## Statistiche

### Presenze e reti nei club
Statistiche aggiornate al 13 luglio 2025.
| Stagione                    | Squadra                     | Campionato                  | Campionato | Campionato | Coppe nazionali | Coppe nazionali | Coppe nazionali | Coppe continentali | Coppe continentali | Coppe continentali | Altre coppe | Altre coppe | Altre coppe | Totale | Totale |
| Stagione                    | Squadra                     | Comp                        | Pres       | Reti       | Comp            | Pres            | Reti            | Comp               | Pres               | Reti               | Comp        | Pres        | Reti        | Pres   | Reti   |
| --------------------------- | --------------------------- | --------------------------- | ---------- | ---------- | --------------- | --------------- | --------------- | ------------------ | ------------------ | ------------------ | ----------- | ----------- | ----------- | ------ | ------ |
| 2020-2021                   | Manchester City U-21        |                             | -          | -          |                 | -               | -               |                    | -                  | -                  | EFL         | 2           | 3           | 2      | 3      |
| 2020-2021                   | Manchester City             | PL                          | 1          | 0          | FACup+CdL       | 1+1             | 0+1             | UCL                | 0                  | 0                  |             | -           | -           | 3      | 1      |
| 2021-2022                   | Manchester City U-21        |                             | -          | -          |                 | -               | -               |                    | -                  | -                  | EFL         | 2           | 0           | 2      | 0      |
| Totale Manchester City U-21 | Totale Manchester City U-21 | Totale Manchester City U-21 | -          | -          |                 | -               | -               |                    | -                  | -                  |             | 4           | 3           | 4      | 3      |
| 2021-2022                   | Manchester City             | PL                          | 1          | 0          | FACup+CdL       | 1+0             | 0+0             | UCL                | 1                  | 0                  |             | -           | -           | 3      | 0      |
| Totale Manchester City      | Totale Manchester City      | Totale Manchester City      | 2          | 0          |                 | 3               | 1               |                    | 1                  | 0                  |             | -           | -           | 6      | 1      |
| 2022-gen. 2023              | Stoke City                  | FLC                         | 22         | 3          | FACup+CdL       | 1+0             | 0+0             |                    | -                  | -                  |             | -           | -           | 23     | 3      |
| gen.-giu. 2023              | Preston                     | FLC                         | 15         | 1          | FACup+CdL       | 0+0             | 0+0             |                    | -                  | -                  |             | -           | -           | 15     | 1      |
| 2023-2024                   | Hull City                   | FLC                         | 31         | 8          | FACup+CdL       | 0+1             | 0+0             |                    | -                  | -                  |             | -           | -           | 32     | 8      |
| 2024-2025                   | Ipswich Town                | PL                          | 37         | 12         | FACup+CdL       | 2+1             | 0+0             | -                  | -                  | -                  | -           | -           | -           | 40     | 12     |
| giu.-lug. 2025              | Chelsea                     | PL                          | -          | -          | FACup+CdL       | -               | -               | UECL               | -                  | -                  | CmC         | 6           | 1           | 6      | 1      |
| Totale carriera             | Totale carriera             | Totale carriera             | 107        | 24         |                 | 8               | 1               |                    | 1                  | 0                  |             | 10          | 4           | 126    | 29     |

## Palmarès

### Competizioni nazionali
- Campionato inglese: 2

Manchester City: 2020-2021, 2021-2022
- Coppa di Lega inglese: 1

Manchester City: 2020-2021

### Competizioni internazionali
- Coppa del mondo per club: 1

Chelsea: 2025